# Liste der Kulturdenkmale in Lanze
In der Liste der Kulturdenkmale in Lanze sind alle Kulturdenkmale der schleswig-holsteinischen Gemeinde Lanze (Kreis Herzogtum Lauenburg) und ihrer Ortsteile aufgelistet (Stand: 10. März 2025).

## Legende
In den Spalten befinden sich folgende Informationen:
- Objekt-ID: die Nummer des Kulturdenkmales
- Lage: die Adresse des Kulturdenkmales und die geographischen Koordinaten. Kartenansicht, um Koordinaten zu setzen. In der Kartenansicht sind Kulturdenkmale ohne Koordinaten mit einem roten Marker dargestellt und können in der Karte gesetzt werden. Kulturdenkmale ohne Bild sind mit einem blauen Marker gekennzeichnet, Kulturdenkmale mit Bild mit einem grünen Marker.
- Offizielle Bezeichnung: Bezeichnung des Kulturdenkmales
- Beschreibung: die Beschreibung des Kulturdenkmales
- Bild: ein Bild des Kulturdenkmales

## Bauliche Anlagen
| Objekt-ID      | Lage                                                | Offizielle Bezeichnung | Beschreibung | Bild            |
| -------------- | --------------------------------------------------- | ---------------------- | --- | --------------- |
| 33072 Wikidata | B5 (53° 22′ 33″ N, 10° 35′ 42″ O)                   | Abfertigungsgebäude    | Abfertigungsgebäude; 1976-1978; ehem. Kontrollstelle Grenzübergangsstelle Lauenburg/Horst, südwestliches Nebengebäude, ehemaliger Hundezwinger, asphaltierte Straßen- und Wegeführungen - Begründung: geschichtlich, städtebaulich, Kulturlandschaft prägend - Schutzumfang: Abfertigungsgebäude, südwestlichem Nebengebäude, ehem. Hundezwinger, Straßen- und Wegeführung - Denkmaltyp: Bauliche Anlage | Fotos hochladen |
| 32922 Wikidata | Bei der Palmschleuse (53° 22′ 30″ N, 10° 35′ 11″ O) | Pumpstation            | Pumpstation, 1964; eingeschossiger Betonskelettbau mit vorkragendem Flachdach, rote Klinkerverkleidung, großflächig verglast; Trafohäuschen kubischer Flachbau, rot geklinkert - Begründung: geschichtlich, städtebaulich, technisch, Kulturlandschaft prägend - Schutzumfang: Pumpstation, Trafohaus - Denkmaltyp: Bauliche Anlage, Sachgesamtheit: Palmschleuse                                        | BW              |

## Quelle
- Liste der Kulturdenkmale in Schleswig-Holstein – Herzogtum Lauenburg (PDF)

- Karte mit allen Koordinaten:
- OSM |
- WikiMap